# Alia Mamdouh
Alia Mamdouh (n. 1944 în Bagdad, Irak - ...) este o jurnalistă și scriitoare irakiană.
1. ↑  BnF catalogue général
2. ↑  Autoritatea BnF, accesat în 10 octombrie 2015
3. ↑   https://web.archive.org/web/20240408020548/https://aucpress.com/mahfouz-medal/, arhivat din original la 8 aprilie 2024, accesat în 8 aprilie 2024 Lipsește sau este vid: |title= (ajutor)